# Jean Nevière
Pour les articles homonymes, voir Nevière.
Jean Alexis Louis Nevière, né à Digne le 11 novembre 1899 et mort le 21 juillet 1973 à Paris (15e arrondissement), est un explorateur et géodésien français. 

## Biographie
Polytechnicien, Colonel dans le service géographique de l'Armée, chef du service cartographique en Afrique centrale, il est fait prisonnier en 1941 par les Japonais qui le torturent lors de la Seconde Guerre mondiale.
Avec Paul Perroud, il étudie en 1949 au Groenland le Eqip Sermia (glacier de l'Eqe). Il devient chef de la section de géodésie et accompagne Paul-Émile Victor à la Station centrale (Camp IV) en juin 1950. Il balise et relève ainsi avec son équipe la route menant à la Station Centrale et pousse au sud durant 250 km. 